# Satellite Award/Fernsehen/Beste Darstellerin in einer Serie – Komödie/Musical
Mit dem Satellite Award Beste Darstellerin in einer Serie – Komödie/Musical werden die Schauspielerinnen geehrt, die als Hauptdarstellerinnen herausragende Leistungen in einer Filmserie der Kategorien Komödie oder Musical gezeigt haben.
| Statistik (bis einschließlich Satellite Awards 2022) | |
| Am häufigsten honorierte Hauptdarstellerin           | Taylor Schilling für Orange Is the New Black (drei Auszeichnungen)                                                         |
| Am häufigsten nominierte Hauptdarstellerin           | Julia Louis-Dreyfus für The New Adventures of Old Christine und Veep – Die Vizepräsidentin (acht Nominierungen, ohne Sieg) |

Es werden immer jeweils die Darstellerinnen des Vorjahres ausgezeichnet.

## Nominierungen und Gewinner

### 1996–1999
| Jahr | Preisträger     | für die Serie             | Nominierungen |
| 1996 | Jane Curtin     | Hinterm Mond gleich links | Fran Drescher für Die Nanny Helen Hunt für Verrückt nach dir Cybill Shepherd für Cybill Lea Thompson für Caroline in the City |
| 1997 | Tracey Ullman   | Tracey Takes On...        | Jane Curtin für Hinterm Mond gleich links Ellen DeGeneres für Ellen Helen Hunt für Verrückt nach dir Brooke Shields für Susan |
| 1998 | Ellen DeGeneres | Ellen                     | Calista Flockhart für Ally McBeal Helen Hunt für Verrückt nach dir Phylicia Rashad für Cosby Brooke Shields für Susan         |
| 1999 | Illeana Douglas | Action                    | Jennifer Aniston für Friends Jenna Elfman für Dharma & Greg Calista Flockhart für Ally McBeal Jane Leeves für Frasier         |

### 2000–2009
| Jahr | Preisträger                         | für die Serie                                            | Nominierungen |
| 2000 | Lisa Kudrow                         | Friends                                                  | Jenna Elfman für Dharma & Greg Jane Krakowski für Ally McBeal Wendie Malick für Just Shoot Me – Redaktion durchgeknipst Laura San Giacomo für Just Shoot Me – Redaktion durchgeknipst                                                              |
| 2001 | Debra Messing                       | Will & Grace                                             | Jenna Elfman für Dharma & Greg Lauren Graham für Gilmore Girls Jane Kaczmarek für Malcolm mittendrin Lisa Kudrow für Friends |
| 2002 | Debra Messing                       | Will & Grace                                             | Jennifer Aniston für Friends Alexis Bledel für Gilmore Girls Lauren Graham für Gilmore Girls Bonnie Hunt für Alles dreht sich um Bonnie |
| 2003 | Jane Kaczmarek                      | Malcolm mittendrin                                       | Lauren Graham für Gilmore Girls Bonnie Hunt für Alles dreht sich um Bonnie Debra Messing für Will & Grace Alicia Silverstone für Kate Fox & die Liebe Wanda Sykes für Wanda at Large                                                               |
| 2004 | Portia de Rossi                     | Arrested Development                                     | Marcia Cross für Desperate Housewives Lauren Graham für Gilmore Girls Teri Hatcher für Desperate Housewives Maya Rudolph für Saturday Night Live                                                                                                   |
| 2005 | Felicity Huffman Mary-Louise Parker | Desperate Housewives Weeds – Kleine Deals unter Nachbarn | Candice Bergen für Boston Legal Lauren Graham für Gilmore Girls Felicity Huffman für Desperate Housewives Elizabeth Perkins für Weeds – Kleine Deals unter Nachbarn                                                                                |
| 2006 | Marcia Cross                        | Desperate Housewives                                     | America Ferrera für Alles Betty! Laura Kightlinger für The Minor Accomplishments of Jackie Woodman Lisa Kudrow für Comeback Julia Louis-Dreyfus für The New Adventures of Old Christine Mary-Louise Parker für Weeds – Kleine Deals unter Nachbarn |
| 2007 | America Ferrera                     | Alles Betty!                                             | Tina Fey für 30 Rock Anna Friel für Pushing Daisies Patricia Heaton für Back To You Felicity Huffman für Desperate Housewives Julia Louis-Dreyfus für The New Adventures of Old Christine                                                          |
| 2008 | Tracey Ullman                       | Tracey Ullman’s State of the Union                       | Christina Applegate für Samantha Who? America Ferrera für Alles Betty! Tina Fey für 30 Rock Julia Louis-Dreyfus für The New Adventures of Old Christine Mary-Louise Parker für Weeds – Kleine Deals unter Nachbarn                                 |
| 2009 | Lea Michele                         | Glee                                                     | Julie Bowen für Modern Family Toni Collette für Taras Welten Brooke Elliott für Drop Dead Diva Tina Fey für 30 Rock Mary-Louise Parker für Weeds – Kleine Deals unter Nachbarn                                                                     |

### 2010–2019
| Jahr | Preisträger          | für die Serie           | Nominierungen |
| 2010 | Laura Linney         | The Big C               | Jane Adams für Hung – Um Längen besser Toni Collette für Taras Welten Edie Falco für Nurse Jackie Tina Fey für 30 Rock Lea Michele für Glee Mary-Louise Parker für Weeds – Kleine Deals unter Nachbarn                                                                   |
| 2011 | Martha Plimpton      | Raising Hope            | Zooey Deschanel für New Girl Felicity Huffman für Desperate Housewives Laura Linney für The Big C Melissa McCarthy für Mike & Molly Amy Poehler für Parks and Recreation                                                                                                 |
| 2012 | Kaley Cuoco          | The Big Bang Theory     | Christina Applegate für Up All Night Laura Dern für Enlightened – Erleuchtung mit Hindernissen Lena Dunham für Girls Julia Louis-Dreyfus für Veep – Die Vizepräsidentin Amy Poehler für Parks and Recreation                                                             |
| 2013 | Taylor Schilling     | Orange Is the New Black | Laura Dern für Enlightened – Erleuchtung mit Hindernissen Zooey Deschanel für New Girl Lena Dunham für Girls Edie Falco für Nurse Jackie Julia Louis-Dreyfus für Veep – Die Vizepräsidentin Amy Poehler für Parks and Recreation Jessica Walter für Arrested Development |
| 2014 | Mindy Kaling         | The Mindy Project       | Zooey Deschanel für New Girl Edie Falco für Nurse Jackie Julia Louis-Dreyfus für Veep – Die Vizepräsidentin Emmy Rossum für Shameless Taylor Schilling für Orange Is the New Black                                                                                       |
| 2015 | Taylor Schilling     | Orange Is the New Black | Jamie Lee Curtis für Scream Queens Julia Louis-Dreyfus für Veep – Die Vizepräsidentin Amy Poehler für Parks and Recreation Gina Rodriguez für Jane the Virgin Lily Tomlin für Grace and Frankie                                                                          |
| 2016 | Taylor Schilling     | Orange Is the New Black | Pamela Adlon für Better Things Sharon Horgan für Catastrophe Ellie Kemper für Unbreakable Kimmy Schmidt Tracee Ellis Ross für Black-ish |
| 2017 | Niecy Nash           | Claws                   | Alison Brie für GLOW Kathryn Hahn für I Love Dick Ellie Kemper für Unbreakable Kimmy Schmidt Julia Louis-Dreyfus für Veep – Die Vizepräsidentin Issa Rae für Insecure |
| 2018 | Issa Rae             | Insecure                | Alison Brie für GLOW Christina Hendricks für Good Girls Ellie Kemper für Unbreakable Kimmy Schmidt Niecy Nash für Claws Tracee Ellis Ross für Black-ish |
| 2019 | Phoebe Waller-Bridge | Fleabag                 | Pamela Adlon für Better Things Christina Applegate für Dead to Me Alison Brie für GLOW Rachel Brosnahan für The Marvelous Mrs. Maisel Natasha Lyonne für Matrjoschka Catherine O’Hara für Schitt’s Creek                                                                 |

### Ab 2020
| Jahr | Preisträger       | für die Serie                | Nominierungen |
| 2020 | Elle Fanning      | The Great                    | Christina Applegate für Dead to Me Linda Cardellini für Dead to Me Zoë Kravitz für High Fidelity Catherine O’Hara für Schitt’s Creek Issa Rae für Insecure                               |
| 2021 | Jean Smart        | Hacks                        | Selena Gomez für Only Murders in the Building Jennifer Jason Leigh für Atypical Sandra Oh für Die Professorin Hannah Waddingham für Ted Lasso Lena Waithe für Master of None             |
| 2022 | Selena Gomez      | Only Murders in the Building | Quinta Brunson für Abbott Elementary Kaley Cuoco für The Flight Attendant Ophelia Lovibond für Minx Edi Patterson für The Righteous Gemstones Jean Smart für Hacks                       |
| 2023 | Jennifer Coolidge | The White Lotus              | Rachel Brosnahan für he Marvelous Mrs. Maisel Ayo Edebiri für The Bear: King of the Kitchen Elle Fanning für The Great Selena Gomez für Only Murders in the Building                     |
| 2024 | Emma Stone        | The Curse                    | Kristen Bell für Nobody Wants This Quinta Brunson für Abbott Elementary Ayo Edebiri für The Bear: King of the Kitchen Selena Gomez für Only Murders in the Building Jean Smart für Hacks |